# Бологовская дистанция пути
Бологовская дистанция пути (ПЧ-5 Октябрьской железной дороги) — структурное подразделение Октябрьской дирекции инфраструктуры — структурного подразделения дирекции инфраструктуры — филиала ОАО «Российские железные дороги». Дистанция отнесена к 1-му классу (группе). Контора дистанции расположена на станции Бологое-Московское.
Дистанция образована 5 августа 1851 года как 5-й участок пути Петербурго-Московской железной дороги, обслуживала участок Валдайка (ныне - Лыкошино) (включит.) — Вышний Волочёк (включит.).
В ведении дистанции находятся 349 км пути. Дистанцией обслуживаются участки: Валдай (исключит.) — Максатиха (включит.), Бологое-Московское — Пено (исключит.), включая Бологовский узел. Участок Максатиха — Валдай однопутный, грузонапряженный; участок Бологое — Осташков однопутный, малодеятельный.
Бологовская дистанция пути граничит: с Вышневолоцкой дистанцией пути — на 4 и 2 км (по ст. Бологое-Московское), с Сонковской дистанцией пути — на 185 км (по ст. Максатиха), с Дновской дистанцией пути — на 346 км (по ст. Валдай), с Великолукской дистанцией пути — на 138 км (по ст. Пено).
В ведении дистанции находятся 23 станции: Максатиха, Малышево, Еремково, Удомля, Панышино, Гриблянка, Дремуха, Мста, Кафтино, Платищенка, Медведево, Злино, Гузятино, Нарачино, Едрово, Добывалово; Бологое-Полоцкое, Куженкино, Шлина (законсервирована), Баталино, Фирово, Горовастица (законсервирована), Черный Дор (законсервирована), Осташков, Сигово (ликвидирована).
Коллектив дистанции насчитывает 425 человека (2023).